# آغابکالانج
آغابکالانج (به ارمنی: Աղաբեկալանջ ،به ترکی آذربایجانی: آقا بی علی Ağabəyyalı) یک منطقهٔ مسکونی در جمهوری آرتساخ است که در استان مارتاکرت واقع شده‌است. آغابکالانج ۱۵۵ نفر جمعیت دارد. این منطقه از ۲۹ دسامبر ۱۹۹۲ تحت کنترل نیروهای ارمنستانی است.